# Castlevania: Lords of Shadow - Mirror of Fate
Castlevania: Lords of Shadow - Mirror of Fate è un videogioco di tipo avventura dinamica a scorrimento laterale, sviluppato da MercurySteam e pubblicato dalla Konami nel 2013. Fa parte della serie Castlevania, in particolare è il secondo episodio della trilogia interna Lords of Shadow.
I protagonisti del gioco sono Simon Belmont, Alucard e Trevor Belmont, che hanno il compito di contrastare Gabriel Belmont, protagonista nel primo episodio della trilogia, ormai sopraffatto dall'oscurità. Il titolo è stato pubblicato originariamente per la console Nintendo 3DS nel marzo 2013, mentre una versione HD è stata pubblicata il 25 ottobre 2013 per Xbox 360 tramite Xbox Live, e il 29 e 30 ottobre per PlayStation 3 tramite PlayStation Network.

## Trama
La storia, quindi anche il corso del videogioco, è suddivisa in tre atti, preceduti da un prologo, con quattro personaggi e momenti diversi. Il prologo, ambientato un anno prima lo scontro con i Signori dell'Ombra, vede protagonista Gabriel Belmont che trascorre una notte con la moglie Marie e parte il giorno dopo per una missione, raggiungendo un castello dove affronta un terribile demone. Nel frattempo però Marie partorisce il figlio Trevor: la Confraternita della Luce informa la donna del destino di Gabriel, ossia che è caduto vittima dell'oscurità, e pertanto deve proteggere il piccolo dal padre.
Nel primo atto, Simon Belmont, nipote di Gabriel, si sveglia in una foresta, dopo aver rivissuto tramite un sogno la morte di sua madre quando aveva sei anni, durante la fuga dai demoni. Simon parte alla volta del castello per affrontare l'assassino di suo padre Trevor: prima di entrare, incontra uno spirito misterioso che in maniera silenziosa lo guida nel suo percorso e, attraverso il ciondolo con un piccolo specchio che Simon porta addosso, gli mostra come recuperare la Croce di Combattimento situata all'interno del castello. In due occasioni, Simon viene salvato da un essere sconosciuto, con cui non riesce a parlare. Raggiunta la sommità del castello, Simon si ritrova in un luogo governato dalle Succubi che tentano di sedurlo, ma invano, rivelando poi che quel luogo in realtà è la sala del trono di Dracula/Gabriel.
Il secondo atto si svolge contemporaneamente al primo, con protagonista Alucard: risvegliatosi dalla sua tomba e inconscio del suo passato, incontra lo spirito misterioso che gli mostra attraverso lo Specchio del Destino cosa è successo e com'è cambiato il suo aspetto. Alucard pertanto decide di vendicarsi contro colui che lo ha trasformato in un essere mostruoso, ossia il padre Dracula, ma nel raggiungerlo, viene a contatto con il demone che Gabriel aveva sconfitto molto tempo prima e che ora è stato ricostruito meccanicamente. Caduto in profondità, Alucard cerca di ritornare sulla sommità del castello e, lungo il tragitto, salva Simon per due volte, evitando però il dialogo. Alla fine raggiunge la sala del trono, dove trova Dracula e Simon e, con la collaborazione di quest'ultimo, ingaggiano una battaglia che vede Dracula sconfitto. Alucard decide di non rivelare la verità a Simon.
Il terzo atto si svolge diversi anni prima gli eventi degli altri due. Trevor è intenzionato ad affrontare Dracula e si dirige verso il castello: qui incontra lo spirito misterioso che lo avverte che fallirà nel suo intento, ma Trevor non vuole più ascoltarlo e, con la sua Croce di Combattimento, lo priva della parola. In un punto del castello dove si trova un tempio, Trevor vede resuscitare il demone rinchiuso da Gabriel e lo sconfigge. Alla fine raggiunge il padre, Dracula, e si affrontano, tuttavia Trevor viene trafitto con la sua Croce e, morente, rivela al padre di essere suo figlio. Dracula/Gabriel, nel sentire ciò, tenta di guarire e resuscitare Trevor, ma ogni tentativo è vano. Sulla sua tomba, viene inciso il nome di Alucard.

## Modalità di gioco
Il gioco riprende gli stilemi dei vecchi titoli della serie, a scorrimento laterale con la possibilità di muoversi solo in 2 dimensioni; il combattimento è tipico degli action, con un tasto per attacchi ravvicinati, uno per attacchi ad area più ampi, uno per armi da lancio, uno per saltare, con la possibilità di schivare e parare gli attacchi nemici. Il titolo offre anche la possibilità di tornare sui propri passi una volta trovati gli oggetti necessari ad accedere ad aree prima inaccessibili. C'è una componente GDR, seppur poco sviluppata che permette di accumulare punti esperienza per sbloccare nuove abilità. Il gioco prevede anche combattimenti con dei boss in momenti chiave dell'avventura più lunghi e ostici dei normali nemici che si incontrano nel corso della campagna.

## Accoglienza
Il titolo è stato accolto in maniera tiepida dalla critica specializzata: sono stati lodati la grafica e la storia, ma sono arrivate critiche al gameplay, in particolare al sistema di combattimento e al level design, giudicandolo un titolo sufficiente e divertente, ma non all'altezza dei vecchi titoli 2D della serie.